# Schronisko w Omszałej Skale
Schronisko w Omszałej Skale – schronisko w rezerwacie przyrody Diable Skały. Rezerwat znajduje się w szczytowych partiach wzniesienia Bukowiec (530 m), we wsi Bukowiec, w województwie małopolskim, w powiecie nowosądeckim, w gminie Korzenna. Pod względem geograficznym jest to obszar Pogórza Rożnowskiego, będący częścią Pogórza Środkowobeskidzkiego.
Schronisko znajduje się w Samotnej Skale w środkowej części rezerwatu, przy ścieżce edukacyjnej prowadzącej przez ten rezerwat. Na zasłoniętej drzewami półce skalnej znajduje się otwór o wysokości do 0,4 m i szerokości do 1 m. Za nim jest korytarzyk o wysokości 0,5 m i długości 2 m. Na jego końcu jest próg o wysokości 1 m, za którym znajduje się prostopadła szczelina o szerokości 0,5 m i wysokości 1,5 m.
Schronisko utworzyła się wskutek wietrzenia w piaskowcu ciężkowickim serii śląskiej. W początkowej jego części dno zawalone jest liśćmi, głębiej gruzem skalnym. Jest widne jedynie w części przyotworowej. Roślin brak, licznie natomiast występują ćmy i pająki.
Schronisko zostało pomierzone i zinwentaryzowane w październiku 1993 r. przez grotołazów ze Speleoklubu Dębickiego. Plan sporządził T. Mleczek.

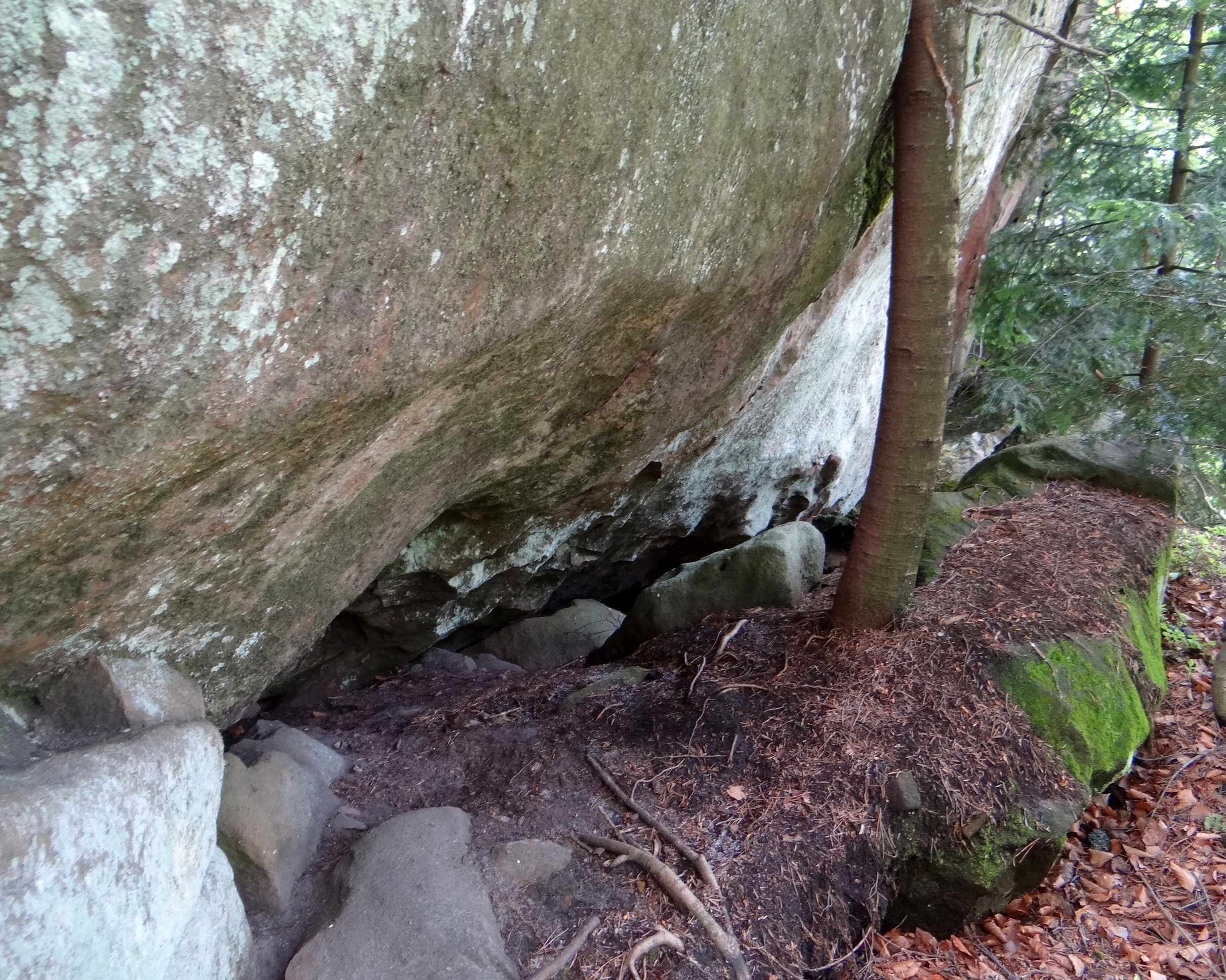
Otwór